# Jan I Liechtenstein
Jan I Liechtenstein, właśc. Johann I Baptist Josef Adam Johann Nepomuk Aloys Franz de Paula von Liechtenstein (ur. 27 czerwca 1760 w Wiedniu, zm. 20 kwietnia 1836 tamże) – książę Liechtensteinu w latach 1805-1836, tytularny książę karniowski i opawski, hrabia Rietbergu, zasłużony austriacki marszałek polny, uczestnik m.in. bitew nad Trebbią, pod Novi, Hohenlinden, Austerlitz, Aspern i Wagram.

## Życiorys
Jan Józef przyszedł na świat 27 czerwca 1760 roku w Wiedniu jako czwarty syn księcia Franciszka Józefa I i jego żony Marii Leopoldyny von Sternberg. Dwaj najstarsi bracia Jana – Józef i Franciszek zmarli w pierwszych latach życia, a jedynie Alojzy dożył dorosłości.
Już jako młody książę Jan wykazywał zainteresowania militariami i wojskowością, które potęgowała bliska znajomość z austriackim marszałkiem polowym Franzem Moritzem von Lacy. W 1782 roku jako dwudziestodwulatek wstąpił do armii cesarskiej jako porucznik (niem. Leutnant), a ponieważ należał do jednego z najważniejszych arystokratycznych rodów Austrii jego kariera rozwijała się dość szybko. Jeszcze w 1783 roku awansował do rangi rotmistrza (niem. Rittmeister), a w 1787 majora (niem. Major). W 1788 roku dołączył do pułku szwoleżerów w randze podpułkownika (niem. Oberstleutnants). Tam wsławił się w walkach podczas wojny z Turcją, m.in. podczas oblężenia twierdzy Cetin w 1790 roku. Został wtedy odznaczony Krzyżem Kawalerskim Orderu Wojskowego Marii Teresy i awansowany na pułkownika (niem. Oberst).  
12 kwietnia 1792 roku ożenił się z hrabiną Józefą von Fürstenberg-Weitra i doczekał się z nią trzynaściorga dzieci, w tym siedmiu synów: 
- księżniczka Leopoldyna Maria (1793-1808)
- książę Alojzy II (1796-1858) – książę Liechtensteinu w latach 1836-1858.
- księżniczka Zofia Maria (1798-1869)
- księżniczka Maria Józefina (1800-1884)
- książę Franciszek Joachim (1802-1887) – pradziadek księcia Franciszka Józefa II.
- książę Karol Jan (1803-1871) – formalny książę Liechtensteinu w latach 1806-1814.
- księżniczka Henrietta (1806-1876)
- książę Fryderyk (1807-1885)
- książę Edward Franciszek (1809-1864)
- książę August Ludwik (1810-1884)
- książę Rudolf (1816-1848)

W następnych latach uczestniczył w walkach na frontach wojen napoleońskich w Niderlandach (1792-1794) i Niemczech (1796-1797). W 1794 roku został mianowany generałem majorem (niem. Generalmajor). Był oceniany jako najzdolniejszy przeciwnik Napoleona. W roku 1799 uczestniczył w walkach na terenie Włoch, m.in. w bitwie nad Trebbią i w obronie twierdzy Cuneo (bitwa pod Novi). Pod koniec roku został awansowany na Feldmarschalleutnanta. W 1800 powrócił na front w Austrii, gdzie wsławił się m.in. podczas bitwy pod Hohenlinden. W następnym roku został odznaczony najwyższej klasy orderem wojskowym w Austrii, czyli Krzyżem Wielkim Orderu Wojskowego Marii Teresy.
24 marca 1805 roku w wieku 45 lat zmarł Alojzy I, nie pozostawiając męskiego potomka, w związku z czym władzę w Domu Książęcym i samym Liechtensteinie przejął książę Jan Józef, jako Jan I. Zostanie głową rodziny oraz pogarszające się zdrowie nie przeszkodziły księciu w udziale w bitwie pod Austerlitz. W tym czasie sprawdził się także w roli dyplomaty, mianowicie w nocy z 2 na 3 grudnia 1805 roku udał się do kwatery głównej Napoleona aby zaaranżować spotkanie z cesarzem austriackim Franciszkiem II. Odegrał również kluczową rolę w samych negocjacjach dwóch cesarzy i przyczynił się do podpisania pokoju w Preszburgu. Za te działania został odznaczony przez imperatora Orderem Złotego Runa. W 1806 roku został komendantem głównym miasta Wiednia, a w 1808 dowódcą generalnym w Dolnej Austrii. Jego kariera wojskowa osiągnęła punkt kulminacyjny podczas wojny austriacko-francuskiej w 1809. Wziął udział w zwycięskiej bitwie pod Aspern i w bitwie pod Wagram. 12 września 1809 roku przejął władzę w randze marszałka polowego nad całą armią austriacką. Po nieudanych negocjacjach, które doprowadziły do podpisania pokoju w Schönbrunnie, relację księcia z cesarzem się pogorszyły. To wraz z coraz słabszym zdrowiem przyczyniło się do zakończenia kariery wojskowej Jana Liechtensteina w 1810 roku.
W 1806 roku Księstwo Liechtensteinu zostało wcielone przez Napoleona do Związku Reńskiego. Działania te miały na celu sprowadzenie utalentowanego generała na swoją stronę. Jan I przyjął taki przebieg wydarzeń, ale nie podpisał aktu Konfederacji Reńskiej, formalnie także nie rezygnując z propozycji. Władza cesarska w Wiedniu z niepokojem obserwowała wydarzenia wokół księstwa. W trudnej sytuacji aby udowodnić lojalność wobec Habsburgów przekazał formalnie władzę w Księstwie swojemu trzyletniemu wówczas synowi Karolowi Janowi, utrzymując de facto rządy, ale i gwarantując państwu suwerenność. Po kongresie wiedeńskim w 1815 roku Liechtenstein trafił do Związku Niemieckiego, jako suwerenne księstwo, a Jan I przejął ponownie formalną władzę.
Jan I wprowadził w Liechtensteinie obowiązek szkolny, zniósł pańszczyznę, zreorganizował system medyczny, ale przed wszystkim wprowadził pierwszą konstytucję w 1818 roku, która powoływała Landtag, którego uprawnienia były jednak bardzo ograniczone.  
Po zakończeniu kariery wojskowej Jan Liechtenstein zaangażował się w rozwój majątku Liechtensteinów, odkupując liczne ziemie i posiadłości, ale także rozwijając gospodarkę na już posiadanych dobrach. Wykupił m.in. zamek Liechtenstein w Mödling.
Zmarł 20 kwietnia 1836 roku w Wiedniu i przekazał władzę swojemu najstarszemu synowi Alojzemu II.
Jego imieniem został nazwany austro-węgierski 10. Pułk Dragonów.